# Jaan Malin

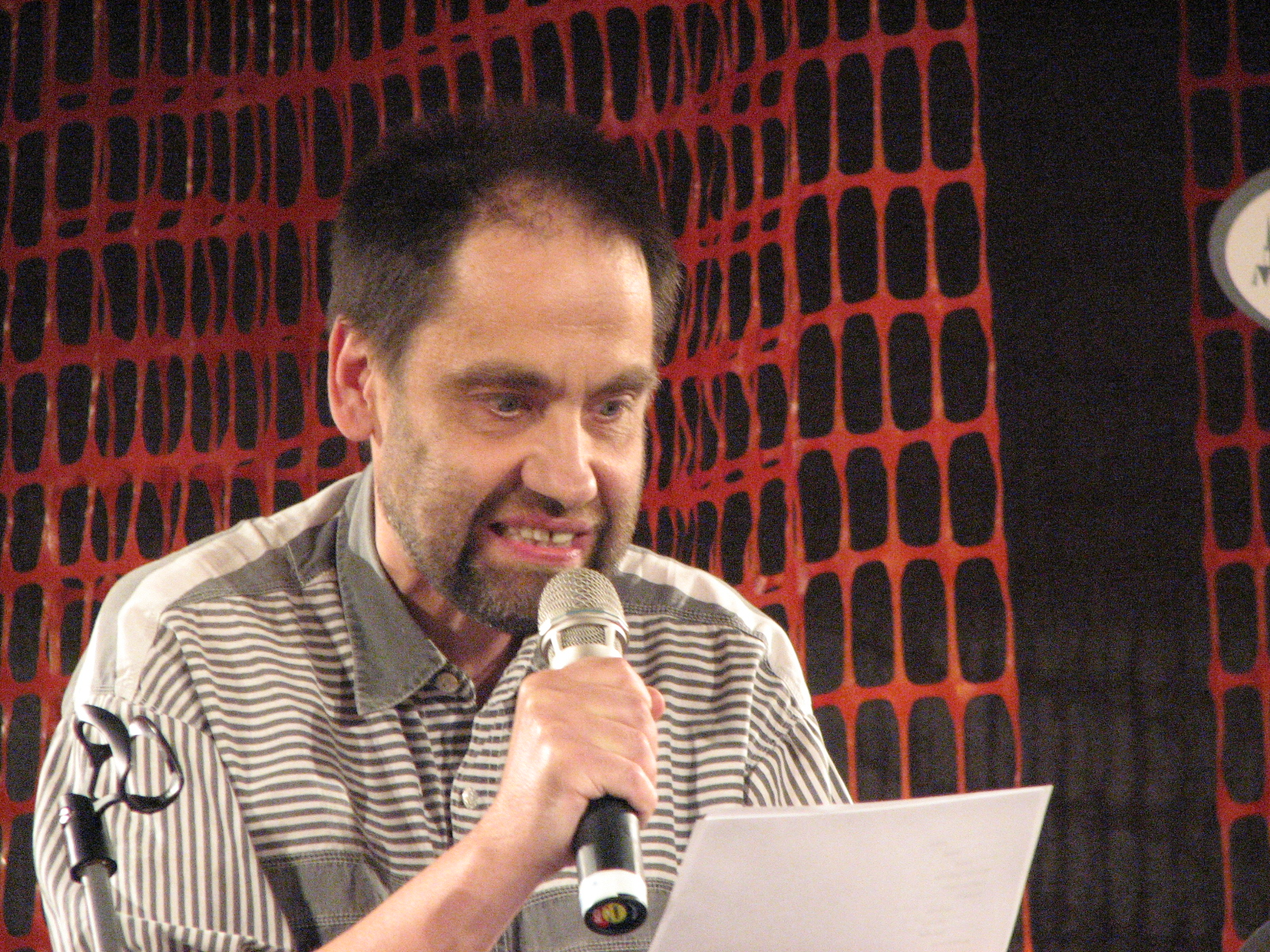
Jaan Malin 2011 während eines Gedichtvortrags

Jaan Malin (Pseudonym Luulur, * 30. Dezember 1960 in Tartu) ist ein estnischer Lyriker.

## Leben
Jaan Malin ist Sohn des Künstlerpaars Ilmar und Inge Malin und ging in Tartu zur Schule, wo er 1979 Abitur machte. Von 1982 an studierte er als Externer an der Universität Tartu estnische Philologie und schloss das Studium 1990 mit einer Arbeit über Ilmar Laaban ab. Zwischenzeitlich war er von 1979 bis 1986 am Estnischen Literaturmuseum angestellt, danach war er freiberuflich tätig.
Jaan Malin ist seit 1993 Mitglied des Estnischen Schriftstellerverbandes.

## Literarisches Werk
Malin publizierte seine ersten Gedichte 1981 in der Zeitschrift Looming und debütierte 1990 mit zwei Gedichtbänden, die von der Kritik hoch gelobt wurden. Sie fand Parallelen zu „vielen guten estnischen Dichtern“ wie Heiti Talvik, Andres Ehin, Hando Runnel, Artur Alliksaar oder Paul-Eerik Rummo.
Von Beginn an ist Malin immer wieder als wichtiger Vertreter bzw. Fortsetzer des Surrealismus neben Ilmar Laaban und Andres Ehin genannt. Insbesondere die Lautdichtung von Laaban hat in Malin einen würdigen Fortsetzer gefunden, so dass er bisweilen auch mit Christian Morgenstern verglichen worden ist.
Darüber hinaus tritt Malin regelmäßig im In- und Ausland auf Poetry Slams auf. Mittlerweile wird er in Estland als „König des Poetryslams“ tituliert. 2010 veröffentlichte Malin zwei Gedichtbände mit Personengedichten, die jeweils den Mitgliedern zweier Organisationen, des Schriftstellerverbandes und der Gruppierung Veljesto, gewidmet waren. 2015 legte er seinen ersten Roman vor, der laut Umschlagtext als „asemantischer Roman“ klassifiziert wird. 2025 erschien mit "Luulur" ein Dokumentarfilm über seine Arbeit.

## Werke
- Mitu ühte („Viele Einsen“). Eesti Raamat, Tallinn 1990, 77 S.
- Padi südamel („Ein Kissen auf dem Herzen“). Eesti Kostabi $elts, Tartu 1990, 44 S.
- Veel („Noch“). Eesti Kirjanduse Selts, Tartu 1997. 63 S.
- Paraluulud („Parawahnvorstellungen“). s.n., Tartu 2000, 46 S.
- Sulle. Juhtumata juhuluulet („Für dich. Ungeschehene Gelegenheitsdichtung“). s.n., Tartu 2003,  95 S.
- ON [CD]. Tartu 2010.
- Alati vahe. Sahitud luulet 1978-2010 („Immer ein Unterschied. Ausgewählte Dichtung 1978–2010“). Tuum, Tallinn 2010, 192 S.
- Veljesto 90 (100) („Veljesto 90 (100)“). EYS Veljesto, Tartu 2010, 104 S.
- Meile. Eesti Kirjanike Liit seisuga 1. jaannuar 2010 („Für uns. Estnischer Schriftstellerverband Stand 1. Januar 2010“). Luul, Tartu 2012, 316 S.
- Maa ja ilm I („Land und Luft I“). paranoia, Tartu 2015, 158 S.